# Падение Нуменора
«Паде́ние Ну́менора» (англ. The Fall of Númenor) — произведение в жанре эпического фэнтези, изданное под редакцией Брайана Сибли. Представляет собой структурированную компиляцию текстов писателя Джона Рональда Руэла Толкина о Второй эпохе.

## Содержание
Брайан Сибли собрал в одной книге тексты Толкина, касающиеся Второй эпохи Средиземья, включая расцвет и падение островного государства Нуменор, создание Колец власти, возведение Барад-дура и возвышение Саурона, Последний союз эльфов и людей. За основу структуры изложения Сибли взял хронологию Второй эпохи из «Приложений» к «Властелину колец». Тексты ранее были опубликованы в книгах «Сильмариллион», «Неоконченные предания», «История Средиземья» и «Природа Средиземья». Таким образом, в книге нет ранее неопубликованных текстов, однако Сибли добавил к текстам Толкина свои комментарии. Также в книге присутствуют 11 новых цветных изображений Алана Ли, иллюстрирующих события Второй эпохи.
Книга была опубликована 15 ноября 2022 года, её выход был приурочен к выходу первого сезона телесериала «Властелин колец: Кольца власти» от компании Amazon.

## Оценки
Джон Гарт из «Гардиан» похвалил книгу, заметив, что в ней воедино собран материал, до этого «разбросанный» по многим другим книгам легендариума Толкина. По его мнению, книга «красивая и порой ошеломляющая по своей силе», в особенности по сравнением с телесериалом от Amazon: она «может стать нейтрализатором вкуса, которого вы захотите, если вам не понравился сериал и вы желаете вернуться к подлинному колориту Средиземья и обречённого островного государства Нуменор».
Дуглас Чарльз Кейн в статье для Journal of Tolkien Research раскритиковал подход Сибли к используемому им нарративу: для него история Второй эпохи является лишь «предысторией „Властелина колец“, а не чем-то самостоятельно ценным и отдельной частью легендариума». По его мнению, подобный подход «не смог ни успешно создать связное повествование, ни точно проследить историю этой части легендариума». Также Кейн отметил, что «движущей силой» публикации «Падения Нуменора» стало «включение в масштабное телешоу Amazon, слабо (очень свободно) адаптирующее историю Второй эпохи».